# غشوة وودية
غشوة وودية (الاسم العلمي:Ceropegia woodii) هو نوع من النباتات يتبع جنس الغشوة من الفصيلة الدفلية.